# Peucetia jabalpurensis
Peucetia jabalpurensis là một loài nhện trong họ Oxyopidae.
Loài này thuộc chi Peucetia. Peucetia jabalpurensis được Pawan U. Gajbe & Pawan U. Gajbe miêu tả năm 1999.